# Веленій-Лепушулуй
Веленій-Лепушулуй (рум. Vălenii Lăpușului) — село у повіті Марамуреш в Румунії. Входить до складу комуни Короєнь.
Село розташоване на відстані 375 км на північний захід від Бухареста, 32 км на південний схід від Бая-Маре, 71 км на північ від Клуж-Напоки.

## Населення
За даними перепису населення 2002 року у селі проживали 866 осіб.
Національний склад населення села:
| Національність | Кількість осіб | Відсоток |
| -------------- | -------------- | -------- |
| румуни         | 533            | 61,5%    |
| цигани         | 333            | 38,5%    |

Рідною мовою назвали:
| Мова      | Кількість осіб | Відсоток |
| --------- | -------------- | -------- |
| румунська | 533            | 61,5%    |
| циганська | 333            | 38,5%    |